# Семено-Красілово
Семе́но-Красі́лово (рос. Семёно-Красилово) — село у складі Китмановського району Алтайського краю, Росія. Адміністративний центр Семено-Красіловської сільської ради.

## Населення
Населення — 503 особи (2010; 611 у 2002).
Національний склад (станом на 2002 рік):
- росіяни — 96 %